# Kościerzyna (stacja kolejowa)
Kościerzyna – stacja kolejowa położona we wschodniej części Kościerzyny, przy ul. Dworcowej. Powstała w 1885, natomiast budynek pochodzi z okresu międzywojennego. Znajdują się tu dwa perony. Stacja stanowi lokalny węzeł kolejowy, na którym krzyżują się linie kolejowe 201, 211 oraz rozebrana już 233. Obok, na terenie dawnej lokomotywowni, znajduje się Muzeum Kolejnictwa w Kościerzynie.

## Ruch pasażerski
| Rok  | Wymiana pasażerska na dobę |
| ---- | -------------------------- |
| 2017 | 2 200                      |
| 2022 | 1 000                      |

## Położenie
Stacja Kościerzyna znajduje się przy ulicy Dworcowej we wschodniej części miasta. Z centrum miasta można dojechać komunikacją miejską, której autobusy zatrzymują się na przystanku ul. Dworcowa (PKP).

## Historia

### 1885–1899
Pierwsza linia kolejowa dotarła do Kościerzyny w 1885. Była to rozebrana już linia kolejowa nr 233 Pszczółki–Kościerzyna, stanowiąca część sieci kolei wschodnich. Linia Pszczółki–Kościerzyna umożliwiała dotarcie do linii Gdańsk–Tczew. Najprawdopodobniej w tym samym roku powstała parowozownia. Nie ma żadnych dokumentów na potwierdzenie tej tezy, lecz pruskie koleje na stacjach końcowych zazwyczaj umieszczały niewielkie parowozownie.
Planowano również budowę linii Kościerzyna–Bytów, by połączyć te linie i stworzyć skrót z miast północno-zachodniej części obecnego woj. pomorskiego do Tczewa, Malborka i Olsztyna, jednak tej inwestycji wówczas nie zrealizowano.

### 1900–1930
15 lat później, w 1900, zbudowano linię do Lipusza, a po roku przedłużono ją do Chojnic. W tym samym roku, po wybudowaniu linii do Kartuz (przez Sikorzyno), Kościerzyna stała się węzłem kolejowym. Linia do Kartuz umożliwiała również dotarcie do Gdańska (przez linię Kartuzy-Stara Piła-Gdańsk Wrzeszcz). W 1901 ukończono budowę linii Lipusz – Bytów, dzięki czemu Kościerzyna zyskała bezpośrednie połączenie z północno-zachodnią częścią regionu.
Po odzyskaniu niepodległości przez Polskę podjęto decyzję o budowie magistrali węglowej (fragment dzisiejszej linii kolejowej nr 201). W 1920 w Kościerzynie powiększono parowozownię, która miała nie tylko obsługiwać ruch lokalny, ale też planowaną magistralę. W tym samym roku ze względu na to, że granica polsko-niemiecka przecięła linię Lipusz – Bytów i rozebrano tory pomiędzy Lipuszem a Rogiem, Kościerzyna straciła połączenie z Bytowem. W 1928 zbudowano linię do Bąka, a dwa lata później, w 1930, Kościerzyna zyskała połączenie z Bydgoszczą. W 1930 zdecydowano się także zamknąć i rozebrać fragment linii do Kartuz, na odcinku Kościerzyna-Gołubie Kaszubskie, gdyż równolegle do niego był już gotowy odcinek magistrali węglowej o znacznie lepszych parametrach technicznych. Z pozostałej części linii powstała linia nr 214.

### 1939–1945
Zaraz po wybuchu wojny i likwidacji granicy zabrano się za odbudowę linii do Bytowa.
Według rozkładu jazdy z 1941 do Kościerzyny jeździły 4 pary pociągów osobowych w stronę Kartuz (Gdańska) i 3 w stronę Czerska w tym jeden do Bydgoszczy (obecnie do Czerska jest tylko jedna para, a do Bydgoszczy nie ma wcale), co świadczy o tym, że na stacji w Lipuszu następowała przesiadka. 8 marca 1945 do Kościerzyny wkroczyła Armia Czerwona, a stacja przeszła w ręce polskie. Zarówno stacja, jak i szlaki nie były mocno zniszczone w wyniku działań wojennych, przez co bardzo szybko wznowiono ruch pociągów.

### 1945–1990
Pod drugiej wojnie światowej przez dworzec w Kościerzynie przetoczyła się wielka fala migracyjna. Ludność z okolicznych wiosek przeprowadzała się na Wybrzeże, głównie do Gdyni. Przez Kościerzynę przejeżdżało też dużo pociągów towarowych, obsługujących porty (linia pomiędzy Gdańskiem a Tczewem była w gorszym stanie).
W latach 60. stacja w Kościerzynie zaczęła się szybko rozwijać. Według rozkładu jazdy z 1964-65 przez Kościerzynę jeździło 6 par pociągów do i z Gdyni, 4 do i z Bydgoszczy, 5 par do i z Chojnic, 3 do i z Pszczółek, 3 pary przez Bąk do i z Czerska, 2 pary do i z Bytowa, jedna do i z Starogardu przez Skarszewy. Natomiast według rozkładu jazdy z 1966-67 przez Kościerzynę jeździło 13 par pociągów do i z Gdyni, 6 do i z Bydgoszczy, 5 par do i z Chojnic, 4 pary do i z Bytowa, 4 do i z Pszczółek, 3 pary przez Bąk do i z Czerska. Jedna do i z Starogardu przez Skarszewy.
W 1969 ukończono elektryfikację linii Warszawa – Gdynia, co spowodowało, że większość przewozów towarowych nie odbywała się przez Kościerzynę. Przewozy pasażerskie, zarówno lokalne, jak i dalekobieżne, nie zostały jednak zmniejszone.
Szczyt rozwoju nastąpił w latach 70., kiedy to bana, jak potocznie mówiono o pociągu do Gdyni kursowała kilka razy dziennie, ciągnąc czteroczłonową bipę, a często doczepiano do niej dodatkowe wagony. Do tego dochodziły pociągi nocne oraz pośpieszne. Wtedy to do Kościerzyny można było dojechać bezpośrednio z Łodzi, Kielc i Wrocławia. W 1977 lokomotywownia Kościerzyna straciła na znaczeniu, gdyż obsługę lokomotyw w pociągach dalekobieżnych przejęły Gdynia i Bydgoszcz. Kościerska lokomotywownia obsługiwała wówczas tylko pociągi lokalne.
W latach 80. zaczęto likwidować połączenia dalekobieżne, gdyż bardziej ekonomiczne stało się prowadzenie takich składów zelektryfikowanymi odcinkami. Jednakże w rozkładzie z 1988/89 poza połączeniami lokalnymi, znajdowało się letnie połączenie pośpieszne z wagonami z Wrocławia, mające w składzie nawet 1 klasę.

### Lata 90. XX w. i początek XXI w.
Po upadku PRL zlikwidowano połączenia dalekobieżne przez Kościerzynę, co było spowodowane w znacznym stopniu brakiem elektryfikacji. W rozkładzie z 1990 pojawiała się ostatnia przed 19-letnią przerwą para pociągów pośpiesznych w Kościerzynie relacji Gdynia-Wrocław-Gdynia, kursująca tylko podczas wakacji letnich.
W 1992 na terenie parowozowni powstał skansen, gdyż w dobie lokomotyw spalinowych istnienie takich małych parowozowni było niepotrzebne. W tym samym roku pojawiły się pierwsze spalinowe zespoły trakcyjne w Kościerzynie, były to dwuwagonowe pojazdy serii SA101 (001, 002, 003). Okazały się jednak zbyt małe jak na tę trasę (jeszcze do niedawna jeździła bardzo pojemna Bipa), dodatkowo szynobusy były dość awaryjne ("choroby wieku dziecięcego"). Pojazdy te wkrótce trafiły na mniej obłożone potokiem podróżnych połączenia (tj. do Czerska i Chojnic). W maju 1993 zawieszono ruch na trasie Kościerzyna-Lipusz-Bytów (ruch Bytów-Słupsk został zawieszony wcześniej). W 1994 z powodu niskiej frekwencji, co wydaje się być nieprawdopodobne zważywszy, że w rozkładzie z 1993 występują tu aż 4 pary pociągów, oraz słabego stanu torowiska zamknięto dla ruchu pasażerskiego linię nr 233, a po kilku miesiącach ustał także ruch towarowy, co w następstwie doprowadziło do rozebrania linii (obecnie planuje się na nasypie zrobić ścieżki rowerowe). W 1994 wprowadzono nowe SZT na linii Gdynia – Kościerzyna były to pojazdy z serii SA102, jednakże i one nie były długo stosowane na tej trasie, najpierw obsługiwały połączenia mniej uczęszczane przez podróżnych, wkrótce jeden poszedł do obsługi linii Chojnice – Tczew, drugi coraz częściej jeździł na trasie Gdynia-Hel. W 2001 podczas powodzi w Gdańsku przez Kościerzynę jeździły nawet pociągi Intercity, gdyż przez kilkanaście dni linia przez Gdańsk była nieprzejezdna, jednak był to tylko objazd, a nie planowa komunikacja. W 2004 zawieszono na krótko ruch na linii Chojnice-Kościerzyna, lecz ze względu na protesty mieszkańców ruch wznowiono półtora miesiąca później. Dwa razy zawieszony był ruch pomiędzy Kościerzyną a Czerskiem (najprawdopodobniej związane było to tylko z remontem mostu na kanale Wdy). W tym czasie kursowała autobusowa komunikacja zastępcza.
W 2009 po dziewiętnastoletniej przerwie przez Kościerzynę miała kursować para pociągów pośpiesznych relacji Katowice – Łeba/Hel, ale ostatecznie PKP zdecydowały, iż będzie on jeździć "tradycyjną" trasą przez Tczew i Laskowice Pomorskie.
Od 13 grudnia 2009 przez okres jednego roku na trasie tej utworzona została dodatkowa para pociągów weekendowych (piątki i niedziele) obsługiwana przez firmę Arriva RP na trasie Bydgoszcz Główna – Kościerzyna – Gdynia Główna – Gdańsk Główny. Oprócz tego w czasie wakacji w weekendy kursowały pociągi relacji Bydgoszcz Główna – Kościerzyna – Gdynia Główna – Władysławowo (również jedna para). Pociągi te były pociągami pospiesznymi na przejazd którymi obowiązywała osobna taryfa zależna od stref wydzielonych przez przewoźnika. W rozkładzie 2010/2011 Arriva RP planowała uruchomienie jedynie pociągów wakacyjnych do Władysławowa na zasadach komercyjnych, jednakże nie było to możliwe, głównie z powodu modernizacji stacji Gdynia Główna oraz Linii kolejowej Gdynia-Szczecin. W 2014 w ramach modernizacji linii do Gdyni powstał nowy peron 1.
11 grudnia 2016 uruchomione zostało bezpośrednie połączenie do Gdańska z wykorzystaniem linii Pomorskiej Kolei Metropolitalnej.

## Linie kolejowe

Schemat linii kolejowych w okolicy Kościerzyny

Kościerzyna jest węzłem kolejowym, w którym krzyżują się następujące linie: 201 (Nowa Wieś Wielka (Bydgoszcz) – Gdynia Port), 211 Chojnice – Kościerzyna, a kiedyś odchodziły jeszcze linia nr 233 do Pszczółek oraz rozebrana jeszcze w latach 30. linia Kościerzyna – Kartuzy (obecnie północny odcinek od Somonina do Kartuz, to linia kolejowa nr 214).
Wszystkie linie są normalnotorowe i niezelektryfikowane.

## Infrastruktura

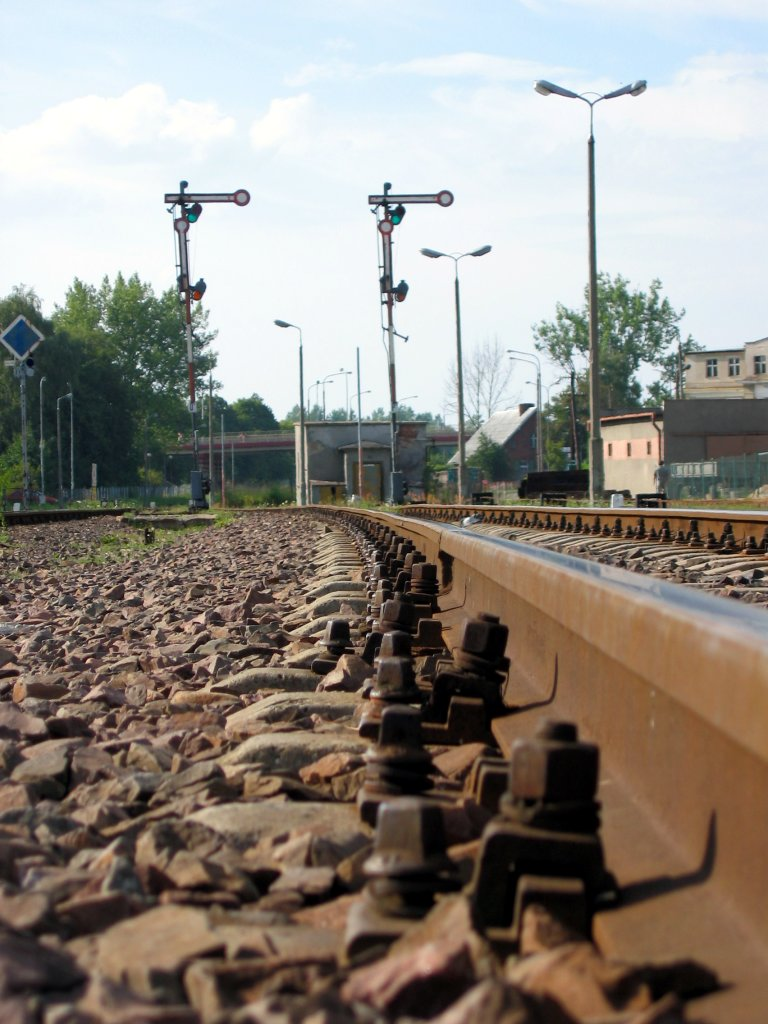
Widok w stronę Gdyni i Chojnic wraz z semaforami kształtowymi

### Budynek dworca
Budynek stacji jest dwupiętrowy, zbudowany w stylu realizmu międzywojennego, więc został najprawdopodobniej przebudowany w latach 20., o czym świadczy brak detali i ozdób (porównaj dworce Gdańsk Główny lub Czersk). Jednakże powstał, zanim do Kościerzyny dotarła Magistrala Węglowa, gdyż wtedy miałby styl Magistrali Węglowej (jak np. Gdynia Wielki Kack). Dworzec użytkowany zgodnie z przeznaczeniem. W budynku znajdują się poczekalnia, kasa, sklep i restauracja.

### Perony
Stacja Kościerzyna posiada dwa perony wyspowe z 4 krawędziami. Perony są niezadaszone. Przejście na perony znajduje się na poziomie szyn, jednakże przejście jest zabezpieczone rogatkami sterowanymi przez dyżurnego ruchu.

### Pozostałe budynki
W obrębie stacji znajdują się nastawnie: dysponująca Kc i wykonawcza Kc1. Na stacji w Kościerzynie znajdują się semafory kształtowe oraz dwa dwukomorowe świetlne. Na stacji są również magazyn oraz ładownia, na której najczęściej pojawiają się składy z węglem.

### Muzeum Kolejnictwa

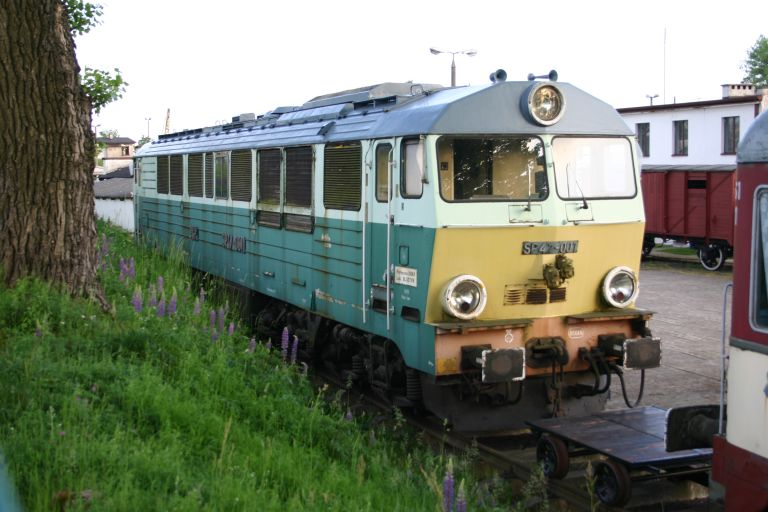
SP47-001 – jeden z eksponatów Muzeum Kolejnictwa w Kościerzynie

Obok stacji na terenie dawnej lokomotywowni znajduje się Muzeum Kolejnictwa, w którym znajdują się m.in.: SP47-001 (jedyny zachowany egzemplarz), Ok1, SR61 (jeden z dwóch skonstruowanych takich pojazdów), EW90-12 (jedyny zachowany pojazd z SKM w Trójmieście pochodzenia berlińskiego), Pu29-3 (jedyny egzemplarz najdłuższego parowozu polskiej konstrukcji), edukacyjny przekrój lokomotywy TKt48-179, wagon kolei linowo-terenowej z zakopiańskiej Gubałówki, parowóz towarowy TE 7175, który do 1985 pełnił służbę w obwodzie królewieckim. W pomieszczeniach muzeum odnaleźć można niespotykane już narzędzia, maszyny, elementy starych mechanizmów, uzupełnione zbiorami dokumentów, pamiątek i modeli.
Muzeum Kolejnictwa jest jedynym w północnej Polsce muzeum normalnotorowym. Oprócz Muzeum Kolejnictwa w Kościerzynie na podobnej szerokości geograficznej znajdują się wąskotorowe w Gryficach i Ełku.

### Wagonownia
W latach 1977–1991 w Kościerzynie mieścił się Oddział Zamiejscowy Rewizji i Napraw Wagonów Wagonowni Gdynia, zajmujący się naprawą wagonów towarowych. W 1991 ograniczono jego rangę przekształcając w Grupę Robót, Utrzymania i Obsługi Taboru. W 1997 grupę zlikwidowano. Z historycznego punktu widzenia można przyjąć, iż w Kościerzynie wagonownia funkcjonowała w latach 1977–1997. Przez szereg lat Oddziałowi podlegała też placówka napraw wagonów w Lipuszu.
W Kościerzynie znajdował się także Posterunek Rewizji Technicznej Wagonów.

## Ruch pociągów

### Pociągi osobowe

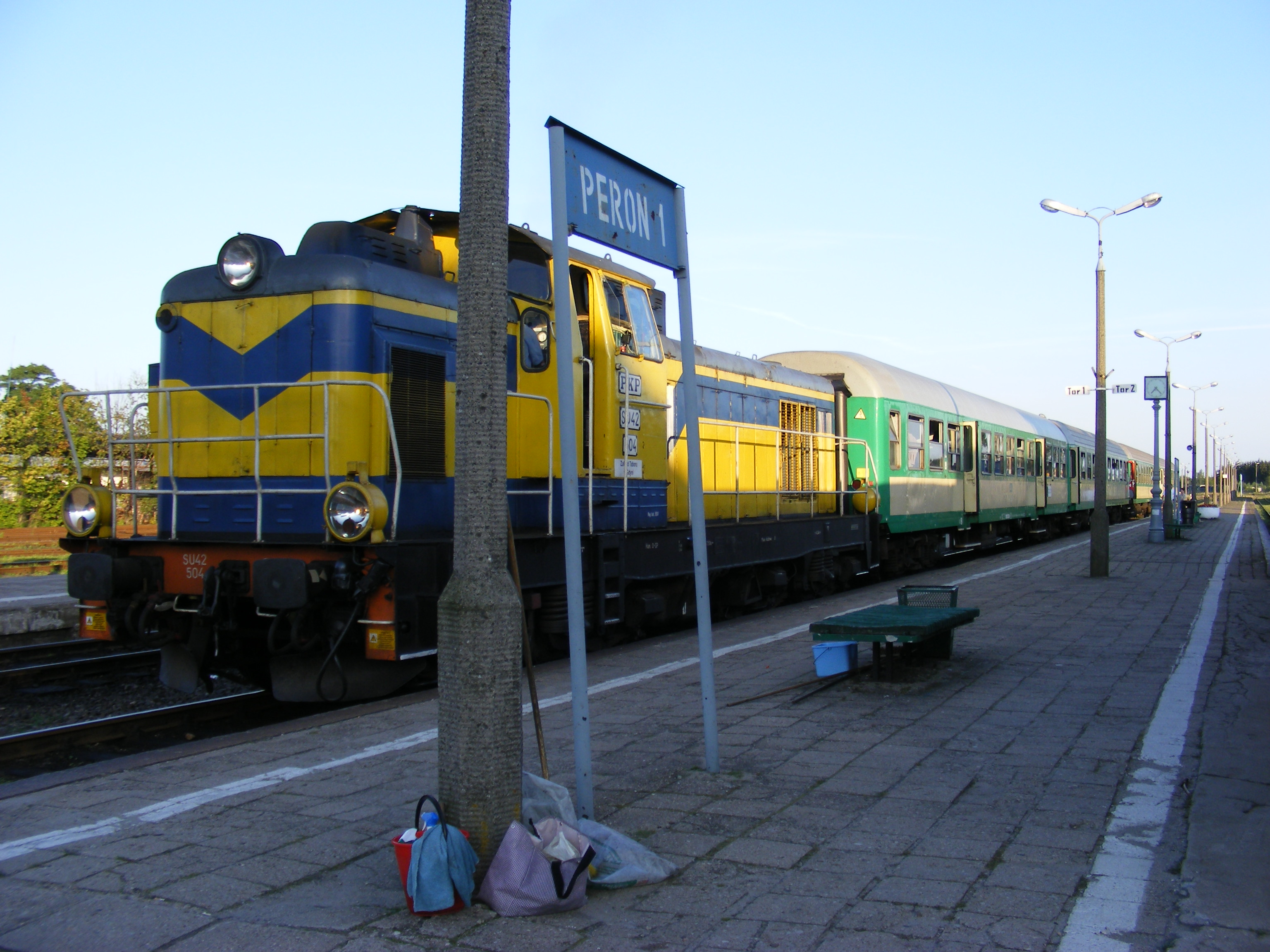
SU42+120A+2x111A na peronie 1

Z Kościerzyny odjeżdżają do Gdyni i Gdańska Wrzeszcza pociągi osobowe obsługiwane przez spalinowe zespoły trakcyjne (głównie SA136 i SA133, czasem SA138). Z pociągami z/do Gdyni skomunikowane są pociągi z/do Chojnic (obsługiwane przez SZT).

### Pociągi pośpieszne
W zaproponowanym przez PKP rozkładzie jazdy na 2009 przez Kościerzynę w okresie wakacyjnym miała przejeżdżać jedna para pociągów pospiesznych relacji Katowice – Łeba/Hel, ale ostatecznie PKP zdecydowały, iż będą one jeździć "tradycyjną" trasą przez Tczew i Laskowice Pomorskie.